# Jonathan Hogg
Jonathan Lee Hogg (Middlesbrough, Yorkshire del Norte, Inglaterra, 6 de diciembre de 1988) es un futbolista inglés. Juega de centrocampista y su equipo es el Huddersfield Town de la League One de Inglaterra.

## Trayectoria

### Aston Villa
Comenzó su carrera en las inferiores del Middlesbrough antes de unirse al Aston Villa. Firmó un contrato con el club en julio de 2008. 
EL 19 de agosto de 2010 debutó con el Aston Villa en el empate 1-1 de visita contra el Rapid Viena en los play-offs de la Liga Europa de la UEFA. En diciembre de 2010 firmó un nuevo contrato con el club hasta 2013.

#### Préstamo a Darlington
En noviembre de 2009 se unió a préstamo al Darlington de la League Two por seis semanas.

#### Préstamo a Portsmouth
El 25 de enero de 2011 se fue a préstamo al Portsmouth de la Championship hasta el final de la temporada. Debutó el mismo día en la derrota en casa por 2-1 contra el Burnley.

### Watford
Hogg fichó por el Watford de la Football League Championship el 27 de agosto de 2011 por tres años. Debutó dos días después frente al Birmingham City. Hogg terminó la temporada registrando 40 partidos jugados para el Watford.

### Huddersfield Town
El 29 de julio de 2013, Hogg se unió al Huddersfield Town y firmó un contrato por tres años con el club. Debutó con los Terriers en la derrota por 1-0 contra el Nottingham Forest el 3 de agosto. Anotó su primer gol para el club en la victoria por 3-2 al Charlton Athletic en la Football League Cup el 27 de agosto de 2013.
En la temporada 2016-17, el Huddersfield Town logró el ascenso a la Premier League por primera vez. Durante esta temporada sufrió una lesión que lo dejó fuera en gran parte de esta. 
El 9 de agosto de 2017, el entrenador David Wagner asignó a Tommy Smith como capitán del equipo, con Hogg y el defensor alemán Christopher Schindler como relevo. Durante 5 temporadas con el club ha jugado más de 150 encuentros con los Terriers.

## Estadísticas
Actualizado al 3 de mayo de 2025.
| Darlington F. C. Inglaterra                                                            | 4.ª           | 2009-10       | 5   | 1 | 0  | 0 | ― | ― | 5   | 1 |
| Darlington F. C. Inglaterra                                                            | Total club    | Total club    | 5   | 1 | 0  | 0 | 0 | 0 | 5   | 1 |
| Aston Villa F. C. Inglaterra                                                           | 1.ª           | 2010-11       | 5   | 0 | 1  | 0 | 1 | 0 | 7   | 0 |
| Aston Villa F. C. Inglaterra                                                           | Total club    | Total club    | 5   | 0 | 1  | 0 | 1 | 0 | 7   | 0 |
| Portsmouth F. C. Inglaterra                                                            | 2.ª           | 2010-11       | 19  | 0 | ―  | ― | ― | ― | 19  | 0 |
| Portsmouth F. C. Inglaterra                                                            | Total club    | Total club    | 19  | 0 | 0  | 0 | 0 | 0 | 19  | 0 |
| Watford F. C. Inglaterra                                                               | 2.ª           | 2011-12       | 40  | 0 | 1  | 0 | ― | ― | 41  | 0 |
| Watford F. C. Inglaterra                                                               | 2.ª           | 2012-13       | 41  | 0 | 2  | 0 | ― | ― | 43  | 0 |
| Watford F. C. Inglaterra                                                               | Total club    | Total club    | 81  | 0 | 3  | 0 | 0 | 0 | 84  | 0 |
| Huddersfield Town A. F. C. Inglaterra                                                  | 2.ª           | 2013-14       | 34  | 0 | 3  | 1 | ― | ― | 37  | 1 |
| Huddersfield Town A. F. C. Inglaterra                                                  | 2.ª           | 2014-15       | 26  | 0 | 1  | 0 | ― | ― | 27  | 0 |
| Huddersfield Town A. F. C. Inglaterra                                                  | 2.ª           | 2015-16       | 22  | 0 | 2  | 0 | ― | ― | 24  | 0 |
| Huddersfield Town A. F. C. Inglaterra                                                  | 2.ª           | 2016-17       | 40  | 1 | 3  | 0 | ― | ― | 43  | 0 |
| Huddersfield Town A. F. C. Inglaterra                                                  | 1.ª           | 2017-18       | 30  | 0 | 3  | 0 | ― | ― | 33  | 0 |
| Huddersfield Town A. F. C. Inglaterra                                                  | 1.ª           | 2018-19       | 29  | 0 | 1  | 0 | ― | ― | 30  | 0 |
| Huddersfield Town A. F. C. Inglaterra                                                  | 2.ª           | 2019-20       | 37  | 0 | 1  | 0 | ― | ― | 38  | 0 |
| Huddersfield Town A. F. C. Inglaterra                                                  | 2.ª           | 2020-21       | 37  | 1 | 1  | 0 | ― | ― | 38  | 1 |
| Huddersfield Town A. F. C. Inglaterra                                                  | 2.ª           | 2021-22       | 34  | 2 | 3  | 0 | ― | ― | 37  | 2 |
| Huddersfield Town A. F. C. Inglaterra                                                  | 2.ª           | 2022-23       | 31  | 0 | 0  | 0 | ― | ― | 31  | 0 |
| Huddersfield Town A. F. C. Inglaterra                                                  | 2.ª           | 2023-24       | 34  | 0 | 1  | 0 | ― | ― | 35  | 0 |
| Huddersfield Town A. F. C. Inglaterra                                                  | 3.ª           | 2024-25       | 34  | 1 | 4  | 0 | ― | ― | 38  | 1 |
| Huddersfield Town A. F. C. Inglaterra                                                  | Total club    | Total club    | 388 | 5 | 23 | 1 | 0 | 0 | 411 | 6 |
| Total carrera                                                                          | Total carrera | Total carrera | 498 | 6 | 27 | 1 | 1 | 0 | 526 | 7 |
| (1) Incluye FA Cup y Copa de la Liga de Inglaterra.(2) Incluye Liga Europa de la UEFA. |               |               |     |   |    |   |   |   |     |   |